# Xã Montgomery, Quận Crawford, Illinois
Xã Montgomery (tiếng Anh: Montgomery Township) là một xã thuộc quận Crawford, tiểu bang Illinois, Hoa Kỳ. Năm 2010, dân số của xã này là 672 người.